# Tomás Herrera Martínez
Pour les articles homonymes, voir Herrera et Martínez.
Tomás Herrera Martínez, né le 21 décembre 1950 et mort le 18 octobre 2020, est un ancien joueur cubain de basket-ball. 

## Palmarès
- 3e des Jeux olympiques 1972